# Пауљаска (Малурени)
Пауљаска (рум. Păuleasca) насеље је у Румунији у округу Арђеш у општини Малурени. Oпштина се налази на надморској висини од 426 m.

## Становништво
Према подацима из 2002. године у насељу је живело 797 становника, од којих су сви румунске националности.